# E. O. Chirovici

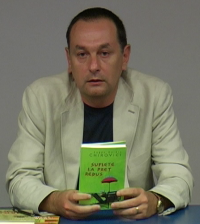
Eugen Ovidiu Chirovici (2008)

Eugen Ovidiu Chirovici (* 11. Mai 1964 in Făgăraș) ist ein rumänischer Ökonom, Schriftsteller und Journalist.

## Leben und Werk
Eugene Chirovici stammt aus einer rumänisch-ungarisch-deutschen Familie aus Siebenbürgen. Nach seiner Schulausbildung absolvierte er ein wirtschaftswissenschaftliches Studium an der Wirtschaftsakademie Bukarest sowie der University of Glasgow und arbeitete danach zunächst als Journalist für namhafte Radio- und Fernsehsender, u. a. für die BBC, Radio Free Europe und Televiziunea Română. Bis 2000 war er Chefredakteur der Wirtschaftszeitung Curierul Național, von 2000 bis 2002 Leiter des rumänischen Privatsenders B1 TV. Danach war er von 2002 bis 2009 als Berater für Wirtschaftsfragen für die rumänische Regierung tätig, u. a. für den ehemaligen rumänischen Regierungschef Adrian Năstase, und beriet außerdem den Verwaltungsrat der Rumänischen Nationalbank. 2002 wurde er von Präsident Ion Iliescu mit dem Steaua României ausgezeichnet. 2012 zog Eugen Chirovici mit seiner Familie nach England.
Neben Sachbüchern und zahlreichen Fachartikeln, für die er mehrere Journalistenpreise erhielt, verfasst er schon seit den 90er Jahren Kurzgeschichten und Romane. Bereits sein Romandebüt Masacrul, das er 1991 veröffentlichte, war in Rumänien ein großer Erfolg und verkaufte sich mehr als 100.000 Mal. Der internationale Durchbruch gelang ihm allerdings erst nach seinem Umzug nach England mit seinem ersten englischsprachigen Roman The Book of Mirrors, der in 38 Länder verkauft wurde und 2017 unter dem deutschen Titel Das Buch der Spiegel bei Goldmann erschien. 
Seit 2012 widmet sich Eugen Chirovici ausschließlich seiner schriftstellerischen Tätigkeit. Er lebt seit 2015 mit seiner Frau in Brüssel.

## Werke

### Romane
- Masacrul. Calypso, Bukarest 1991.
- Commando pentru general. Calypso, Bukarest 1991.
- A Doua Moarte. Rao Publishing House, Bukarest 2006.
- Suflete la pret redus. Rao Publishing House, Bukarest 2007.
- La Broasca Leşinată. Rao Publishing House, Bukarest 2007.
- Labyrinth.com. Rao Publishing House, Bukarest 2009.
- Hoodoo creek. Rao Publishing House, Bukarest 2010.
- Pulbere neagră. Rao Publishing House, Bukarest 2010.
- Voodoo. Rao Publishing House, Bukarest 2010.
- Cine a ucis-o pe Nora Jones?. Rao Publishing House, Bukarest 2012.
- O amintire de la Paris. Rao Publishing House, Bukarest 2012.
- Sanitarium. Locul în care nimic nu este ce pare a fi. Rao Publishing House, Bukarest 2012.
- The Book of Mirrors. Century 2017, ISBN 978-1-780-89567-3.
  - Das Buch der Spiegel (dt. Übersetzung von Silvia Morawetz und Werner Schmitz), Goldmann, München 2017, ISBN 978-3-442-31449-2.
- Bad Blood. Profile Books 2018, ISBN 978-1-788-16063-6.
  - Das Echo der Wahrheit (dt. Übersetzung von Silvia Morawetz und Werner Schmitz), Goldmann, München 2019, ISBN 978-3-442-31450-8.

### Sachbücher
- Romania, zece ani dupa. Eficient Publishing House, Bukarest 1999.
- Natiunea Virtuala (Eseu despre globalizare). Polirom Publishing House, Iași 2001.
- Misterele istoriei. Rao Publishing House, Bukarest 2005.
- Noua Economie: A, B, C pentru viitorii milionari. Rao Publishing House, Bukarest 2008.
- Puterea. Rao Publishing House, Bukarest 2009.
- Gods, Weapons and Money: The Puzzle of Power. Nortia Press, 2014.
- Rumors That Changed the World: A History of Violence and Discrimination. Rowman and Littlefield, 2014.
- The Second Death. eLectio Publishing, 2014.